# Скулптура „Мајка Србија и Мајка Грчка”
Скулптура „Мајка Србија и Мајка Грчка” постављена је на Тргу Костурница у Крушевцу. Ауторско је дело сликара Милића од Мачве, коме је ово и једино вајарско дело.
Обележавање братимљења Kрушевца и Kрфа 1985. године као и традиционално пријатељство Србије и Грчке, поготово у време Првог светског рата, када су Kрф и други грчки градови примили десетине хиљада српских изгнаника и војника, а током великих санкција, које су погодиле Србију последње деценије 20. века, у Грчкој је вођена значајна кампања подршке Србији, биле су повод за израду скулптуре.
У монолиту од белог венчачког мермера исклесане су фигуре две мајке које симболишу пријатељство два народа, у време када после албанске голготе Грчка помагала изнурену Србију и на Kрфу опоравља њену војску. Скулптура је откривена на Видовдан 1999. године на Расинском тргу или Kостурници, како се још назива Трг (по подземној костурници са посмртним остацима 40 расинских партизана, које су пренете у Хумку партизана на Слободишту, одмах по формирању овог меморијалног комплекса 1965. године).
Импозантно вајарско дело, са све постољем, високо је четири метра, од којих три метара заузимају женске фигуре. Аутор је композицију извајао према идеји Љубише Ђидића и Павла Бубање, а на полеђини је уклесан натпис „Мајка Србија и Мајка Грчка” на српском и грчком језику, те „Град Kрушевац – Kрфу”.